# Dimfläcksmal
Dimfläcksmal (Tinea steueri) är en fjärilsart som beskrevs av Petersen 1966. Dimfläcksmal ingår i släktet Tinea och familjen äkta malar.
Artens utbredningsområde är Tyskland. Arten är tillfälligt reproducerande i Sverige. Inga underarter finns listade i Catalogue of Life.